# 大天霄健
大天霄 健（だいてんしょう けん、1984年7月31日- ）は、モンゴル人民共和国ウランバートル市出身で高島部屋に所属した元大相撲力士。2009年11月9日に日本国籍を取得して以降の本名は高山健、モンゴル名はノロジンハンド・アユルザナ。身長184.5cm、体重128.5kg。最高位は東幕下7枚目（2009年1月場所）。

## 来歴
大相撲で活躍していた同じモンゴル出身の旭鷲山をつてに、2000年10月25日に6人のモンゴル人と共に来日し、入門の内定を待ちながら大阪府内の摂津倉庫で相撲を習得していた。自身を含めた7人は最終的に全員入門を内定させ、後に白鵬が69代横綱に、翔天狼及び猛虎浪が幕内に、千昇及び大勇武が十両に、太牙及び大天霄が幕下に、それぞれ上り詰めた。
2001年3月場所より高島部屋に入門。当初は著しい軽量ゆえに同時に来日した7人の中で唯一三番出世に甘んじ、序ノ口から序二段に昇格するのにも3場所を費やした。体重の増加に伴い、持前の身体能力を活用できるようになり、コンスタントに勝ち星を重ね、2003年5月場所には三段目に、2005年1月場所には幕下に、それぞれ昇進した。2006年1月場所には、内規上十両昇進を狙える地位（西幕下14枚目）に在位したものの、1勝6敗と大敗。翌3月場所と5月場所はいずれも負傷により途中休場したため、翌7月場所には東三段目53枚目まで降格してしまった。同場所では見事に復活し、三段目優勝。中日の4番相撲では、後に幕内となる徳瀬川に寄り切りで勝利した。以降も幕下上位から中位に在位し続け、2009年1月場所には自己最高位の東幕下7枚目まで番付を上げた。
しかしこの頃の高島部屋は、所属力士が自身と他の序二段力士1名のみという、極端に弟子が少ない状況が続き、その序二段力士が2009年9月場所を休場してそのまま引退して以降は、自身1人のみとなってしまい、部屋での稽古もままならないとされていた。それでも自身の力士としての志は一貫しており、2009年11月9日には日本国籍を取得した。
だが東幕下10枚目で迎えた2010年7月場所、2番相撲（4日目の琉鵬戦）を不戦敗して以降を休場、場所後に引退した。
自身の引退について大天霄は「引退届は親方が勝手に出したもの、自分は新弟子が入るまでの繋ぎとして引き止められており、新弟子の入門で放り出された」として、2010年9月24日に東京地方裁判所にて自身の地位確認と給与支払いを求める仮処分申請を行った。2011年2月28日に東京地方裁判所は大天霄の訴えを認め、大天霄の引退時の番付である幕下の給与額と同額を支払うよう日本相撲協会に命じた。同年4月1日には大天霄は日本相撲協会を相手に地位保全および慰謝料500万円などを求める民事訴訟を起こしたものの、その後、自身は角界への復帰は諦めて和解を模索し、2012年10月31日に東京地方裁判所で和解が成立した。
尚、自身が所属していた高島部屋は、上述の新弟子も短期間で引退を前提に休場し、その後に入門した別の新弟子も1場所出場しただけで引退し、2011年6月17日には所属力士がいなくなり閉鎖された。

## 主な成績
通算成績：202勝174敗16休(57場所)
| | 一月場所 初場所（東京） | 三月場所 春場所（大阪） | 五月場所 夏場所（東京） | 七月場所 名古屋場所（愛知） | 九月場所 秋場所（東京） | 十一月場所 九州場所（福岡） |
| --- | ----------------------- | ----------------------- | ----------------------- | --------------------------- | ----------------------- | --------------------------- |
| 2001年 （平成13年） | x                       | （前相撲）              | 西序ノ口40枚目 4–3      | 西序ノ口3枚目 2–5           | 東序ノ口21枚目 5–2      | 東序二段94枚目 2–5          |
| 2002年 （平成14年） | 東序二段119枚目 4–3     | 東序二段88枚目 3–4      | 東序二段105枚目 5–2     | 東序二段54枚目 4–3          | 西序二段31枚目 3–4      | 東序二段51枚目 4–3          |
| 2003年 （平成15年） | 西序二段26枚目 4–3      | 西序二段4枚目 5–2       | 西三段目73枚目 3–4      | 西三段目88枚目 6–1          | 西三段目32枚目 1–6      | 東三段目66枚目 4–3          |
| 2004年 （平成16年） | 西三段目43枚目 4–3      | 東三段目28枚目 3–4      | 東三段目41枚目 3–4      | 西三段目56枚目 4–3          | 西三段目39枚目 4–3      | 西三段目26枚目 5–2          |
| 2005年 （平成17年） | 東幕下60枚目 4–3        | 東幕下53枚目 4–3        | 西幕下44枚目 5–2        | 東幕下26枚目 2–5            | 西幕下42枚目 4–3        | 西幕下36枚目 6–1            |
| 2006年 （平成18年） | 西幕下14枚目 1–6        | 西幕下34枚目 1–1–5      | 西三段目2枚目 0–3–4     | 東三段目53枚目 優勝 7–0     | 西幕下31枚目 3–4        | 東幕下38枚目 4–3            |
| 2007年 （平成19年） | 西幕下29枚目 5–2        | 西幕下17枚目 4–3        | 東幕下13枚目 4–3        | 西幕下8枚目 3–4             | 西幕下13枚目 2–5        | 西幕下28枚目 3–4            |
| 2008年 （平成20年） | 東幕下35枚目 5–2        | 東幕下19枚目 3–4        | 西幕下26枚目 6–1        | 東幕下9枚目 2–5             | 東幕下22枚目 4–3        | 東幕下14枚目 5–2            |
| 2009年 （平成21年） | 東幕下7枚目 2–3–2       | 西幕下23枚目 5–2        | 西幕下12枚目 3–4        | 東幕下20枚目 3–4            | 西幕下27枚目 5–2        | 西幕下18枚目 2–5            |
| 2010年 （平成22年） | 西幕下30枚目 4–3        | 西幕下25枚目 5–2        | 西幕下14枚目 4–3        | 東幕下10枚目 引退 0–2–5     | x                       | x                           |
| 各欄の数字は、「勝ち-負け-休場」を示す。 優勝 引退 休場 十両 幕下 三賞：敢=敢闘賞、殊=殊勲賞、技=技能賞 その他：★=金星 番付階級：幕内 - 十両 - 幕下 - 三段目 - 序二段 - 序ノ口 幕内序列：横綱 - 大関 - 関脇 - 小結 - 前頭（「#数字」は各位内の序列） |                         |                         |                         |                             |                         |                             |

## 改名歴
- 大天霄 健（だいてんしょう けん）2001年3月場所 - 2010年9月場所